# Carles de Camps i d'Olzinellas
Carles de Camps i d'Olzinellas   (Barcelona, 15 de setembre de 1860 - Sant Sebastià, 11 d'abril de 1939) fou un polític i escriptor català, segon marquès de Camps.

## Trajectòria
Va néixer al carrer de la Canuda de Barcelona, fill de l'advocat i hisendat Pelagi de Camps i de Matas (1828-1889), natural de Figueres, i de Concepció d'Olzinellas i Tos, natural de Barcelona i germana d'Hermenegild d'Olzinellas i Tos, a qui el 1883 el papa Lleó XIII concedí el títol de comte d'Olzinellas.
El 27 de maig de 1895 es va casar amb Maria de Casanovas i Vallés, filla del marquès de Galtero. Van tenir sis fills: Pelagi (1896-1899), Jordi, Rafael (Cavaller del Reial Cos de la Noblesa de Catalunya), Narcís, Felip i Pilar (casada amb el baró de Quadras). El seu fill Felip va morir l'any 1924 durant la Guerra del Rif (Marroc) i Narcís, enginyer de l'Escola Central d'Enginyers Industrials i soci del Cercle Eqüestre de Barcelona, va morir assassinat durant la Guerra Civil.
Era enginyer de forests, polític i amo d'un gran patrimoni. Fou condecorat amb la Gran Creu al Mèrit Militar i la Gran Creu al Mèrit Agrícola. Era, a més, Maestrente de Ronda.
El 1891 fou president de la Diputació de Girona pel Partit Conservador, però després abandonà aquest partit, signà el Manifest a la Reina Regent (1898) i milità a la Lliga Regionalista, amb la que fou elegit diputat per Olot a les eleccions generals espanyoles de 1899 en les legislatures de 1899-1901 i 1901-1903 i per Igualada a les eleccions generals espanyoles de 1914, en les legislatures de 1914-1915, 1916-1918 i 1918-1919. A les Corts fou un dels promotors de la Llei de Repoblació Forestal de 1908 i la rectificació del cabal del riu Ter el 1903.
El 1917 va ser el director general d'Agricultura. De 1919 a 1923 va ser Senador del Regne. El 1923, quan es proclamà la dictadura de Primo de Rivera es va retirar de la política.
Fou un dels fundadors de la Unió de Propietaris Surers Catalans el 1911 i president de l'Institut Agrícola Català de Sant Isidre (IACSI) de 1897 a 1901, i president de la Reial Acadèmia de Ciències i Arts de Barcelona de 1926 a 1936.
La proclamació de la Segona República Espanyola el va portar a posicions més conservadores. Durant els mesos següents a l'esclat de la guerra civil espanyola, i després que el seu fill Narcís fos assassinat, s'exilià a França, i d'ací a Sant Sebastià, on va morir poc abans d'acabar la guerra.
El 1931 va rehabilitar el títol de baró d'Algerri que va heretar el seu fill Jorge de Camps i de Casanovas que tindria el títol de baró d'Algerri, Maestrant de Ronda i Cavaller del Reial Cos de la Noblesa de Catalunya.

## Obres
- Remaderia en general. Industrias que poden derivarse d'ella (1906)
- Del meu çarró: contes (1912)
- Cortal marí (1921)
- Sonatines (192?)